# Johan Vilhelm Snellman

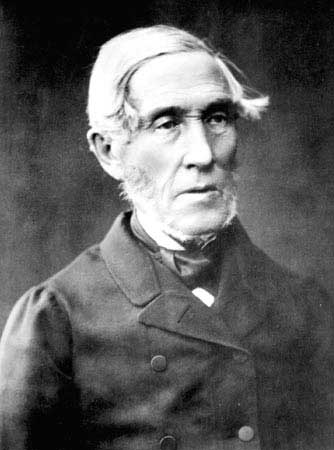
Johan Vilhelm Snellman

Johan Vilhelm Snellman (* 12. Mai 1806 in Stockholm; † 4. Juli 1881 in Kirkkonummi) war ein finnischer Philosoph, Journalist und Staatsmann. Als in der Tradition Hegels stehender Denker und engagierter Journalist hatte er erheblichen Anteil an der Entwicklung eines finnischen Nationalbewusstseins, als dessen Ausdruck auch die finnische Sprache eine neue Wertschätzung erfuhr. Als Mitglied des finnischen Senats erreichte er die währungspolitische Unabhängigkeit Finnlands und erzielte einen Durchbruch auf dem Weg zur Anerkennung des Finnischen als Amtssprache.

## Leben

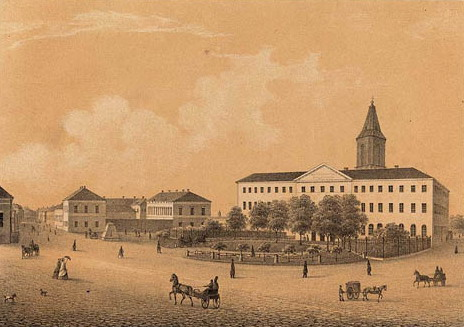
J. V. Snellman begann seine Studien an der Akademie Turku, welche nach dem Großbrand der Stadt 1827 nach Helsinki verlegt wurde.

### Jugend und Studium
Johan Vilhelm Snellman wurde am 12. Mai 1806 in Stockholm als Sohn des aus dem westfinnischen Pohjanmaa stammenden schwedischsprachigen Seekapitäns Christian Henrik Snellman geboren. Als Finnland im Jahr 1809 an Russland fiel, entschied sich die Familie für eine Rückkehr in die Heimat und siedelte sich 1813 im schwedischsprachigen Kokkola an. Ab 1816 besuchte J. V. Snellman die allgemeine Schule im finnischsprachigen Oulu. Hier erlernte Snellman, dessen Muttersprache Schwedisch war, die finnische Sprache. Im Jahr 1822 begann er sein Studium an der Kaiserlichen Akademie zu Turku, welche nach dem Brand Turkus von 1827 nach Helsinki verlegt wurde.
An der Akademie studierte Snellman zunächst Theologie, später Philosophie sowie Geschichte, Griechisch, Latein und Literatur. Über seine Lehrer Adolf Ivar Arwidsson und Johan Jakob Tengström kam der junge Snellman in Kontakt mit der Philosophie Hegels, welche er bald zur Grundlage seiner eigenen Philosophie machte, jedoch eigenständig weiterentwickelte.
Während seiner Studienzeit kam Snellman in engen Kontakt mit einer Gruppe von Studenten, deren Mitglieder später zu den einflussreichsten Förderern der finnischen Kultur gehören sollten. Mitglieder dieser sich als Samstagsgesellschaft (lauantaiseura) bezeichnenden Gruppe waren unter anderen Johan Ludvig Runeberg, Zacharias Topelius, Johan Jakob Nervander und Fredrik Cygnaeus.

### Unbequemer Denker

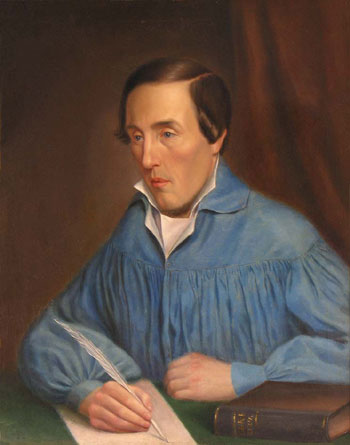
Johan Vilhelm Snellman im Jahr 1849. Gemälde von Oskar Nylander.

Im Jahr 1831 schloss Snellman sein Studium der Philosophie ab und stellte 1835 seine Dissertation über die Philosophie Hegels fertig. In den folgenden Jahren wirkte er als Dozent an der Universität Helsinki, geriet aber wegen seiner Betonung der akademischen Freiheiten wiederholt unter Druck. Im Jahr 1839 verlor Snellman seine Dozentenstelle, nachdem er sich geweigert hatte, auf Weisung der Universitätsverwaltung das Amt des Kurators in der Studentenschaft von Nordpohjanmaa anzunehmen. Snellman vertrat die Ansicht, die Studentenschaft müsse ihren Kurator selbst wählen können.
Nach seinem Ausscheiden aus dem Dienst der Universität reiste Snellman nach Tübingen in Deutschland, wo er mit den Schülern des zehn Jahre zuvor verstorbenen Hegel zusammentraf, insbesondere mit Jakob Friedrich Reiff, der mit seinem Anfang der Philosophie eine Synthese von Alt- und Junghegelianismus versuchte, und David Friedrich Strauß, welcher soeben mit seinem Werk Das Leben Jesu, kritisch betrachtet ein erhebliches Aufsehen erregt hatte. Snellmans hier verfasstes deutschsprachiges Werk Versuch einer speculativen Entwicklung der Idee der Persönlichkeit, in welchem er die Thesen Strauß’ zum Entsetzen konservativer Kreise nicht verwarf, brachte ihm in Schweden und im Heimatland den Ruf eines gefährlichen Radikalen ein.
Im Herbst 1841 ging Snellman nach Stockholm, wo er 1842 sein Hauptwerk Staatslehre (Läran om Staten) verfasste, welches auch in Finnland veröffentlicht werden durfte und mit 442 verkauften Exemplaren bis Juli 1843 einen erheblichen Verkaufserfolg erzielte. Eine der Kernthesen des Werkes war, dass Finnland sich durch die Entwicklung der eigenen Sprache und Kultur einen Platz in der Mitte der Völker erwerben müsse. Für Snellman war die Etablierung eines finnischen Nationalbewusstseins die einzige Möglichkeit zur Abwendung einer Russifizierung.
Nach seiner Rückkehr nach Finnland im Jahr 1842 stellte Snellman fest, dass sein durch seine Schriften erworbener Ruf ihm eine Anstellung in den gewünschten Positionen in der Hauptstadt praktisch unmöglich machte. Schließlich nahm er die Stelle des Rektors der Volksschule in Kuopio an, welche er bis 1849 innehatte. Während dieser Zeit widmete er sich auch intensiv der Förderung der finnischen kulturellen und politischen Entwicklung durch die Herausgabe verschiedener Zeitungen in schwedischer und finnischer Sprache. Sodann kehrte er nach Helsinki zurück und arbeitete, nachdem sich ein akademisches Amt aufs Neue als unerreichbar erwiesen hatte, bis 1856 als Büroangestellter.

### Professor und Staatsmann
Mit der Thronbesteigung des Zaren Alexander II. im Jahr 1855 entspannte sich das Umfeld für die Tätigkeit Snellmans merklich. Außerdem erhielten die Lehren Snellmans für die infolge des verlorenen Krimkrieges geschwächten russischen Herrscher eine neue Bedeutung. Insbesondere im Hinblick auf den erstarkten Skandinavismus musste der Zar befürchten, dass sich Finnland wieder verstärkt Schweden zuwendet und eine Ablösung vom Zarenreich anstrebt. Die Hervorhebung der finnischen Nation und Sprache galt nun als willkommenes Mittel zur Abwehr dieser Gefahr. 1856 wurde Snellman ohne formelles Bewerbungsverfahren auf den Lehrstuhl für Philosophie an der Universität Helsinki berufen.
Als Professor betonte Snellman die Freiheit der wissenschaftlichen Überzeugung und der bürgerlichen Bildung, wirkte aber zugleich mäßigend auf seine Studenten ein. Er erwarb sich in dieser Zeit das Vertrauen Alexanders II. und wurde schließlich 1863 zum Mitglied des finnischen Senats, der damaligen Regierung des Landes, bestellt. Er übernahm das Amt des Vorsitzenden der Finanzkommission, eine dem heutigen Finanzminister vergleichbare Position. Als Anerkennung für seine Dienste erhob Alexander II. Snellman 1866 in den Adelsstand.
Zwei Jahre später schied Snellman aus dem Senat aus, nachdem er sich in der Folge eines Streites um Detailfragen des Baus der Eisenbahnverbindung nach St. Petersburg mit Generalgouverneur Nikolai Adlerberg überworfen hatte.
Nach seinem Ausscheiden aus dem Senat war Snellman noch in verschiedenen wirtschaftlichen und politischen Ämtern tätig und war von 1870 bis 1874 Vorsitzender der Finnischen Literaturgesellschaft. Johan Vilhelm Snellman starb am 4. Juli 1881 auf seinem Landsitz in Kirkkonummi.

## Leistungen

### Philosoph
Als Philosoph stand Johan Vilhelm Snellman fest auf dem Boden des Idealismus von Georg Wilhelm Friedrich Hegel, von welchem ausgehend er seine eigene Staats- und Gesellschaftsphilosophie entwickelte. Bereits in seiner lateinischen Dissertation Akademische Dissertation zur Verteidigung des Absolutismus des Systems Hegels (Dissertatio academica absolutismum systematis Hegeliani defensura) verwarf er einerseits gegen Hegel gerichtete Angriffe und richtete andererseits das Augenmerk auf den Begriff der Persönlichkeit.
Diesen Ansatz vertiefte er in seiner Schrift Versuch einer speculativen Entwicklung der Idee der Persönlichkeit. Die Schrift war im Spannungsfeld der unter den Erben Hegels neu entstandenen Gegensätze zwischen den sog. Junghegelianern und den Althegelianern entstanden. Sie stand insbesondere im Zusammenhang mit der von David Friedrich Strauß vorgebrachten Kritik an der historischen Person Jesus und dem durch diese ausgelösten Entrüstungssturm unter konservativeren Hegelianern. Snellman verwarf die von Strauß vertretenen Thesen nicht. Gott existiere nur in Menschen, die die Grenzen ihrer Individualität überschritten, die Bräuche ihres Volkes annähmen und zum Wohle der Nation förderten. Den Gedanken einer unsterblichen Seele hielt Snellman für eitel und selbstsüchtig. Strauß und die Junghegelianer kritisierte Snellman aber dafür, dass sie der konkreten Persönlichkeit nicht die gebührende Bedeutung zumäßen.
Diese Gedanken fanden auf konkretere Art ihre Fortsetzung in Snellmans Hauptwerk Staatslehre, einer gesellschaftsphilosophischen Arbeit mit soziologischem Ansatz. In Anlehnung an Hegels Rechtsphilosophie teilt sich das Werk in die Abschnitte Familie, Gesellschaft und Staat. Die Familie diene der ethischen Erziehung der Kinder und der Weitergabe des nationalen Bildungserbes an die nächste Generation. In der bürgerlichen Gesellschaft unterwerfe sich der Mensch den als vernünftig verstandenen Gesetzen, während der Mensch im Staat als höchster Entwicklungsform vom Zwang der Gesetzesbefolgung befreit sei, sein Verhalten stattdessen von patriotischer Bindung an die eigenständige Kultur der Nation geleitet werde.
Die Begriffe der Nation und des Nationalbewusstseins stehen im Mittelpunkt der Philosophie Snellmans. Das Volk erwirbt seine Nationalität als Ergebnis eines historischen Prozesses durch Entwicklung des Geistes, der Kultur und der Bildung. Zu einer eigenständigen Nationalität ist nur ein Volk mit einer eigenständigen Kultur fähig. Dies setzt das Vorhandensein einer gemeinsamen Sprache als Ausdrucksform der nationalen Bildung voraus. Die Sprache ist nicht nur Werkzeug zur Formulierung von Gedanken, sondern die nationale Denkweise ist in der gemeinsamen Sprache strukturell angelegt.

### Journalist

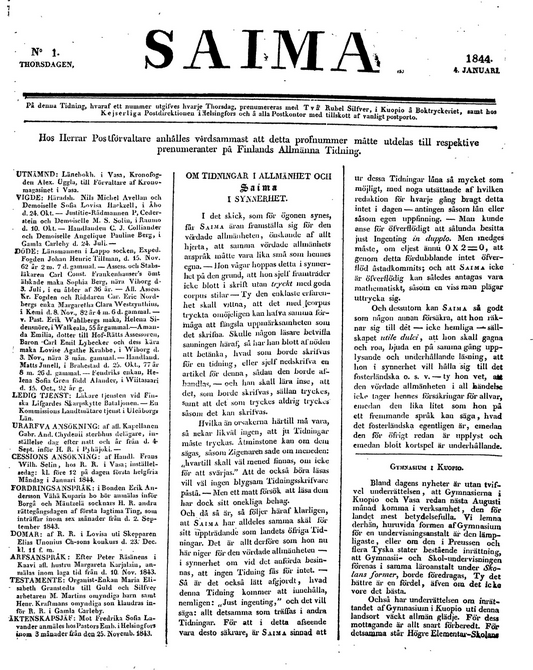
Die von Snellman von 1844 bis 1846 herausgegebene Wochenzeitung Saima war die erste einflussreiche kulturpolitische Zeitschrift Finnlands.

Die Erreichung eines finnischen Nationalbewusstseins sowie einer nationalen Kultur suchte Snellman insbesondere durch die Herausgabe von Zeitungen zu fördern. Während seiner Zeit als Schulrektor in Kuopio begann Snellman im Januar 1844 mit der Herausgabe der wöchentlich erscheinenden Zeitung Saima, welche sich zu der ersten kulturpolitischen Zeitschrift mit bemerkenswertem Einfluss auf das finnische Kulturleben entwickelte. Sie erschien in schwedischer Sprache und richtete sich an eine gebildete Leserschaft. Inhaltlich behandelte das Blatt Nachrichten, Bekanntmachungen, aber auch Gedichte und Erzählungen, Reiseberichte und Literaturkritiken. Die Lehren Snellmans erhielten hier einen volkstümlicheren, dem breiteren Publikum zugänglicheren Ausdruck.
Die Saima erreichte ein vergleichsweise breites Publikum. Mit einer Auflage von etwa 700 gehörte sie zu den vier auflagenstärksten Blättern des Landes. Obwohl in der Saima keine tagespolitischen Geschehnisse kommentiert wurden, zeigten die kraftvoll formulierten Artikel eine freiheitlich-liberale Linie und erweckten bald auch die Aufmerksamkeit des russischen Generalgouverneurs Menschikow, auf dessen Befehl die Lizenz für die Saima schließlich Ende 1846 widerrufen wurde.
Neben der schwedischsprachigen Saima war Snellman an der Gründung des finnischsprachigen Blattes Maamiehen Ystävä („Der Freund des Landmannes“) beteiligt und 1843–1844 dessen Herausgeber. Anders als die Saima konzentrierte sich der Maamiehen Ystävä auf die Vermittlung praktischer Ratschläge und grundlegender Bildung für die landwirtschaftliche Bevölkerung. Das Blatt fand einen noch größeren Leserkreis als die Saima.
Sofort nach dem Verbot der Saima bereitete Snellman unter dem Namen seines Freundes Elias Lönnrot eine neue Publikation vor. Ab Mai 1847 erschien monatlich die Zeitschrift Litteraturblad för allmän medborgerlig bildning („Literaturblatt für allgemeine mitbürgerliche Bildung“), in dessen ausführlichen Artikeln vor allem aktuelle Themen aus Wissenschaft und Literatur behandelt wurden. Auch das Literaturblatt erzielte eine beachtliche Auflage von rund 400. Snellman gab die Führung des Blattes 1849 wegen seines Umzuges nach Helsinki ab, übernahm sie aber erneut im Jahr 1855. Er widmete sich thematisch verstärkt der Modernisierung der finnischen Wirtschaft. Gleichzeitig wandte er sich gegen antirussische Tendenzen und vertrat die Auffassung, das finnische Volk könne nur durch Bildung, nicht aber mit Gewalt eine eigenständigere staatliche Rolle erreichen.

### Staatsmann
Nach seiner Berufung zum Senator im Jahr 1863 war Snellman als Vorsitzender der Finanzkommission für den Staatshaushalt verantwortlich. Er war in diesem Amt mit erheblichen Problemen konfrontiert, da in seine Amtszeit einige verheerende Ernteausfälle fielen. Dennoch gelang es ihm, die für die finnische Infrastruktur wichtige Bahnstrecke nach Sankt Petersburg zu finanzieren.
Die wirtschaftspolitisch bedeutsamste Leistung Snellmans war die Durchsetzung einer radikalen Währungsreform. Bereits 1860 war die Finnische Mark als Zahlungsmittel eingeführt worden. Diese Neuerung war aber zunächst rein nomineller Natur, da das russische Papiergeld, welches gegenüber dem Silberrubel erheblichen Schwankungen unterworfen war, weiterhin gesetzliches Zahlungsmittel blieb. Snellman leistete ab 1864 bei den russischen Regierungsbehörden beharrliche Überzeugungsarbeit, in deren Folge Zar Alexander II. am 4. November 1865 das sogenannte Währungsmanifest unterzeichnete. Die Silbermark wurde zum einzigen gesetzlichen Zahlungsmittel im Großherzogtum Finnland erklärt. Zwar blieb auch der Silberrubel gültig, aber das instabile russische Papiergeld musste nicht mehr angenommen werden. Die finnische Währung wurde der unter Aufsicht der finnischen Stände operierenden Finnischen Bank unterstellt. Damit hatte Finnland währungspolitische Unabhängigkeit erlangt.
Die zweite weittragende Leistung des Senators Snellman steht im Zusammenhang mit der Sprachpolitik. Gemäß Snellmans Staatsphilosophie konnte die Entwicklung des finnischen Volkes zur Nation nur durch die finnische Sprache erfolgen. Zu Snellmans Amtszeit war Schwedisch jedoch die einzige Amts- und Kultursprache Finnlands. Der Senat zeigte geringe Neigung, an diesem Zustand etwas zu ändern. So beschloss Snellman nach seiner Berufung zum Senator, die Sache unter Umgehung des Senats dem Zaren persönlich vorzulegen. Es gelang ihm, eine Audienz im Rahmen eines Besuches Alexanders im finnischen Hämeenlinna zu arrangieren, und am 1. August 1863 unterzeichnete der Zar tatsächlich die vorgeschlagene Sprachverordnung, welche die Einführung des Finnischen als Amtssprache innerhalb einer Übergangszeit von 20 Jahren anordnete.

## Bedeutung für die Nachwelt

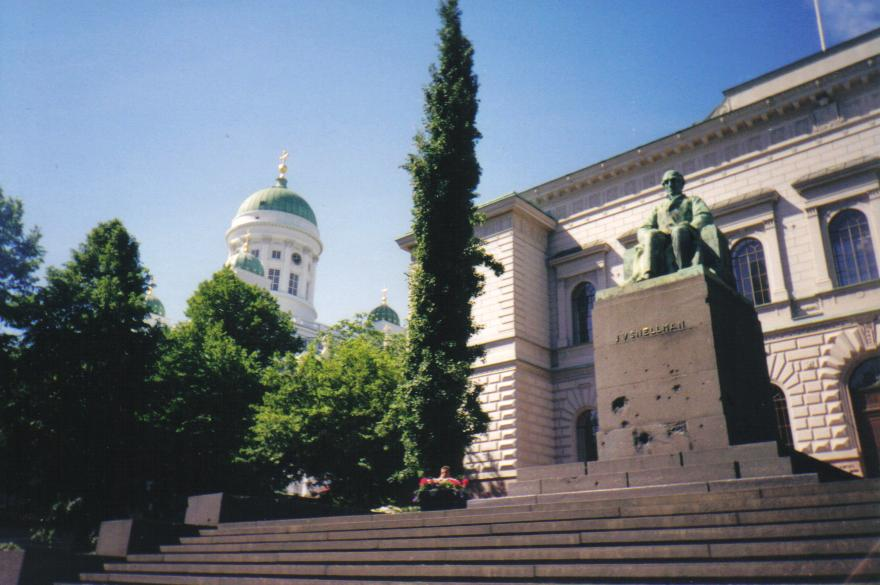
Dem „Vater der Finnischen Mark“ wurde 1923 vor dem Gebäude der Finnischen Bank eine Statue errichtet.

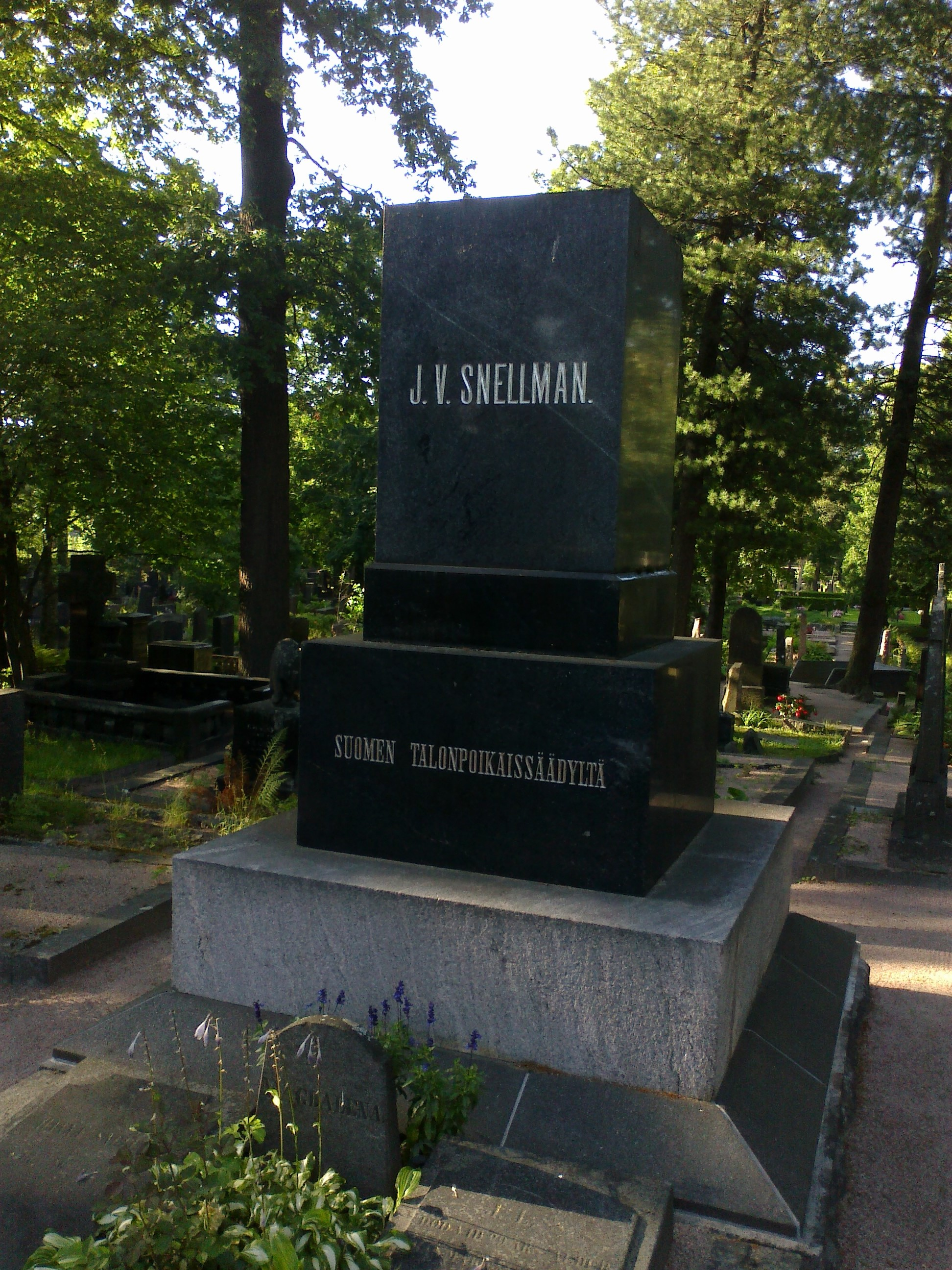
Grabstein von Snellman in Helsinki.

Johan Vilhelm Snellman ist dank seiner Staatsphilosophie und seiner staatsmännischen Leistungen zur Symbolfigur der finnischen Nationalbewegung geworden. Er gilt vielen Finnen als Wegbereiter der finnischen Unabhängigkeit, wenn er auch selbst eine staatliche Unabhängigkeit nie ausdrücklich angestrebt hat.
Im Jahr 1906 zu Snellmans hundertstem Geburtstag änderten rund 100.000 Finnen ihren schwedischsprachigen Nachnamen demonstrativ in eine finnischsprachige Entsprechung. Im fortdauernden Kampf um das Finnische als universitäre Lehrsprache versammelten sich 1928 alle finnischsprachigen Studentenschaften um die von Emil Wikström und Eliel Saarinen entworfene Statue Snellmans, die 1924 vor dem Gebäude der Finnischen Bank (Suomen Pankki) in Helsinki enthüllt worden war. Als „Vater der Finnischen Mark“ war Snellman im Jahr 1940 die erste historische Person, die auf einer finnischen Banknote, der damaligen 5000-Mark-Note, abgebildet wurde.
Der Geburtstag Johan Vilhelm Snellmans, der 12. Mai, wird in Finnland seit der Unabhängigkeit als „Tag des Finnentums“ (Suomalaisuuden päivä) gefeiert, an dem landesweit die finnische Flagge gehisst wird. Das Jahr 2006, in dem sich Snellmans Geburtstag zum 200. Mal jährte, wurde im ganzen Land mit zahlreichen Veranstaltungen als Snellman-Festjahr begangen.

## Schriften
Das Werk J.V. Snellmans umfasst insgesamt weit über zehntausend gedruckte Seiten. Im Folgenden eine Auswahl seiner wichtigsten Schriften:
- Dissertatio academica absolutismum systematis Hegeliani defensura. (Akademische Dissertation zur Verteidigung des Absolutismus des Systems Hegels). Helsinki 1835.
- Försök till framställning af logiken. (Versuch einer Darstellung der Logik). Helsinki 1837.
- Philosophisk elementarkurs. (Philosophischer Elementarkurs, drei Bände). Stockholm 1837–1840.
- Versuch einer speculativen Entwicklung der Idée der Persönlichkeit. Tübingen 1841.
- Läran om staten (Staatslehre). Stockholm 1842.
- Tyskland. Skildringar och omdömen från en resa 1840–1841. (Deutschland. Schilderungen und Einschätzungen von einer Reise 1840–1841). Stockholm 1842.
- De spiritus ad materiam relatione. (Über das Verhältnis des Geistes zur Materie). Helsinki 1848.

Das gesamte Werk Snellmans ist im Jahr 1998 in einer 24-bändigen Gesamtausgabe Samlade arbeten im Verlag Edita Publishing Oy, Helsinki, erschienen. Im gleichen Verlag erschien 2005 eine vollständige finnischsprachige Übersetzung der Gesamtausgabe Kootut teokset.